# Bistum Eshowe
Das Bistum Eshowe (lateinisch Dioecesis Eshovensis, englisch Diocese of Eshowe) ist eine in Südafrika gelegene römisch-katholische Diözese mit Sitz in Eshowe. 

## Geschichte
Das Bistum Eshowe wurde am 27. August 1921 durch Papst Benedikt XV. aus Gebietsabtretungen des Apostolischen Vikariates Natal als Apostolische Präfektur Zululand errichtet. Am 11. Dezember 1923 wurde die Apostolische Präfektur Zululand durch Papst Pius XI. zum Apostolischen Vikariat erhoben und in Apostolisches Vikariat Eshowe umbenannt.
Das Apostolische Vikariat Eshowe wurde am 11. Januar 1951 durch Papst Pius XII. zum Bistum erhoben und dem Erzbistum Durban als Suffraganbistum unterstellt. Am 12. November 1962 gab das Bistum Eshowe Teile seines Territoriums zur Gründung der Apostolischen Präfektur Ingwavuma ab.

## Ordinarien

### Apostolische Präfekten von Zululand
- Thomas Spreiter OSB, 1921–1923

### Apostolische Vikare von Eshowe
- Thomas Spreiter OSB, 1923–1943
- Aurelian Bilgeri OSB, 1947–1951

### Bischöfe von Eshowe
- Aurelian Bilgeri OSB, 1951–1973
- Mansuet Dela Biyase, 1975–2005
- Xolelo Thaddaeus Kumalo, 2008–2020, dann Bischof von Witbank
- Sedisvakanz, seit 2020